# Anna Fitziu
Anna Fitziu (1 de abril de 1887, Huntington, Virginia Occidental – 20 de abril de 1967,  Hollywood, California) fue una soprano estadounidense que tuvo una prolífica carrera de ópera internacional durante la parte inicial del siglo XX. Sus papeles favoritos incluyeron Fiora en L'amore dei tre re, Mimi en La bohème, Nedda en Pagliacci, y los papeles de título en Isabeau, Madama Butterfly, y Tosca. Después del final de su carrera como cantante profesional, se embarcó en una segunda carrera como profesora de canto. Entre sus alumnos notables estuvo la cantante de ópera Shirley Verrett.

## Carrera y vida tempranas
Nacida como Anna Powell , empezó su carrera como corista y solista de concierto en Nueva York en 1902. En este punto de su carrera  trabajó bajo el nombre «Anna Fitzhugh», tomando el último nombre de una antigua familia de Virginia (un miembro de la cual, William Fitzhugh, fue delegado en el Congreso Continental) con la que estaba emparentada. En 1903 se trasladó a Chicago, para interpretar una serie de pequeños papeles en la comedia musical The Wizard. Permaneció en Chicago durante 1904, apareciendo en operetas y comedias musicales, como Baroness Fiddlesticks y Sergeant Brue. De 1905 a 1906 actuó en el circuito americano de vaudeville.

## Carrera operística
En 1906 viajó a París, donde  estudió canto con William Thorn durante varios años. Adoptó el nombre artístico «Anna Fitziu» cuándo se presentó como cantante de ópera en 1910, en el Teatro dal Verme, en Milán, como Elsa en Lohengrin. Se quedó en Italia durante los cinco años siguientes, actuando en papeles protagonistas en teatros de ópera como el Teatro dell'Ópera di Roma, el Teatro di San Carlo, el Teatro Massimo, y La Fenice. También apareció en el Palacio de Bellas Artes en Ciudad de México y el Teatro Colón en Buenos Aires.
En 1915 le ofrecieron un contrato de corta duración en  la Metropolitan Opera de Nueva York. Hizo su debut con la compañía como Rosario en el estreno mundial de Goyescas el 28 de enero de 1916, junto a Giovanni Martinelli (Fernando), Flora Perini (Pepa), Giuseppe De Luca (Paquiro), dirigidos por Gaetano Bavagnoli. Fue el único papel que representó en el Met, aunque participó en varios conciertos. En 1916 se unió a la Ópera de Nueva Orleans.
Desde la temporada 1917-1919, Fitziu fue soprano principal de la Ópera de Chicago. Destacó con la compañía en el estreno de la ópera de Henry Kimball Hadley Azora, the Daughter of Montezuma en diciembre de 1917, así como en el estreno norteamericano de Loreley, en 1919. Más tarde volvió a cantar en Chicago de 1922 a 1926. En 1921 y 1926 estuvo de gira por Estados Unidos con la San Carlo Opera Company. En noviembre de 1924 cantó Mimì en La bohème en la inauguración de la Philadelphia Civic Opera Company. También apareció en representaciones de ópera en el Festival de Ravinia al principio de los años 20, y en la ópera de La Habana en 1924, como Desdémona en Otello, con Giovanni Martinelli.

## Trabajo como profesora de canto y vida posterior
En 1927 se retiró de la escena después de padecer una crisis nerviosa. Se dedicó a escribir durante un tiempo, y pudo publicar algunas obras cortas de ficción. Comenzó a impartir clases privadas de canto en Nueva York en 1929. Continuó enseñando canto durante el resto de su vida, primero en Chicago y después en Los Ángeles. Entre sus alumnos notables estuvo Shirley  Verrett.
Murió el 20 de abril de 1967, en Hollywood, California, a los 80 años, tras una caída por una escalera.

## Vida personal
Estuvo comprometida con Andrés de Segurola en 1920, pero nunca llegaron a casarse. Después se casó con el Dr. John J. Harty.